# Santana (Conchas)
Santana é um bairro rural do município brasileiro de Conchas, no interior do estado de São Paulo.

## Geografia

### Localização
Localiza-se na divisa de Conchas com o município de Porangaba.

### População
Pelo Censo 2010 (IBGE) a população do bairro era de 90 habitantes.

## Infraestrutura

### Comunicações
No setor de telefonia o bairro era atendido pela Telecomunicações de São Paulo (TELESP), que construiu a central telefônica utilizada até os dias atuais para atender o bairro e também o distrito de Juquiratiba. Em 1998 esta empresa foi vendida para a Telefônica, que em 2012 adotou a marca Vivo para suas operações.